# Jazanias (comandante)
Jazanias (em hebraico: ya'azamuahu, lit. "Javé ouve") foi um comandante militar identificado como "o filho do maacatita". Estava entre os oficiais que foram para Mispá se reunir com Gedalias, o governador nomeado pelo Império Neobabilônico após a Queda de Jerusalém em 587 a.C.. É pensado que descendia de Maaca, concubina de Calebe, embora ainda há outras possibilidades. Talvez seja o Jazanias cujo nome aparece num selo de Mispá.